# Søren Hjorth

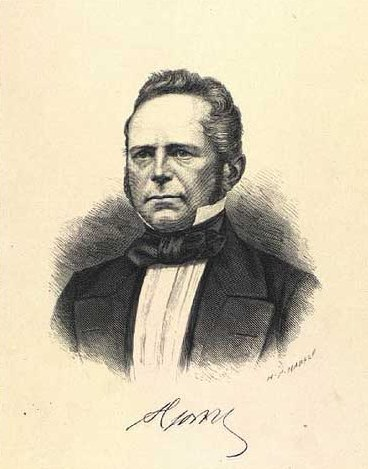
Søren Hjorth.

Søren Hjorth, född 13 oktober 1801 på Ørslev Vestergård vid Ringsted, död 28 augusti 1870 i Köpenhamn, var en dansk ingenjör.
År 1832 konstruerade Hjorth en roterande ångmaskin, dock utan få den så fullkomnad, att den kunde användas som drivkraft till körning på landsväg. År 1840 framförde han ett förslag om en järnväg från Köpenhamn till Roskilde och fick 1844 koncession på anläggningen. Efter att banan var klar, reste han till England, där han arbetade med planen för en elektromagnetisk maskin. Hans viktigaste insats ligger dock i framställningen av dynamoprincipen, publicerad 1854. Han var således den förste, som var inne på den princip, som öppnade möjligheter att göra elektriciteten användbar som drivkraft. Själv fick han endast ringa glädje av sina uppfinningar. Från 1861 erhöll han en statsunderstöd på 500 riksdaler.